# Tulsidas
Tulsidas (Hindi तुलसीदास Tulsīdās, auch Tulasidas, Gosvāmī Tulsīdās, Tulasī Dāsa; * wahrscheinlich um 1532 oder um 1543, wahrscheinlich in Rajapur, Distrikt Banda in Uttar Pradesh; † 1623 in Asi Ghat, Varanasi) war ein indischer Dichter, Mystiker, Reformator, Heiliger und Philosoph.

## Leben und Wirken

### Jugend
Über Tulsidas ist wenig historisch Zuverlässiges bekannt, um sein Leben ranken sich zahlreiche Legenden; Lebensdaten und Werke sind daher mit vielen Unsicherheiten belastet.
Auf Tulsidas Leben soll ein Fluch gelegen haben: der Legende nach als Sohn des Brahmanen und Pandit (Gelehrten) Atmaram Shukla Dube (oder Dubey, eine Unterkaste der Sarayuparina-Brahmanen) und dessen Frau Hulsa unter einem unheilvollen Gestirnstand geboren, starb die Mutter bereits nach der Geburt, worauf der Vater ihn verstieß. Die Stiefmutter, die ihn aufnahm, starb später gleichfalls, und man verwies Tulsidas als Verfluchten im Alter von sieben Jahren auch aus dieser Familie.
Wegen seiner Verehrung für Rama hatte man ihn schon in der Jugend Tulsiram oder Rambola („der, der Rama immer nennt“, „Rama-Sager“) genannt; das Wort Tulsidas selbst bedeutet „Sklave/Diener des Tulsi-Strauches“, wobei tulsi (oder tulasi) das Basilikum als pflanzliche Manifestation Vishnus bzw. seiner Frau Lakshmi ist, das bis heute in einem Hinduhaushalt in religiöser Hinsicht eine bedeutsame Rolle spielt. Es war einer der Schätze, die der Mythologie zufolge beim Quirlen des Milchmeers auftauchten und genießt daher hohe Verehrung. Tulsidas war also schon vom Namen her als Vishnuit kenntlich. Die Wortbedeutung dasa, „Diener (Gottes)“, wird zu „Anhänger, Gläubiger“ erweitert.
Tulsidas war kurz verheiratet und soll seine Frau Ratna (eigentlich Buddhimati Ratnavali) sehr geliebt haben. Trotz des gemeinsamen Sohnes Tarak riet sie ihm jedoch, seiner religiösen Bestimmung zu folgen.

### Asket und Prediger Ramas
Tulsidas entsagte also der Welt, ohne die Ehe jedoch als Institution abzulehnen, wurde Asket und durchzog Indien vierzehn Jahre als Prediger und Wallfahrer, wobei er überall den Glauben an Rama propagierte. Am Zusammenfluss der heiligen Flüsse Ganges, Yamuna und des mythischen Flusses Sarasvati, in der für Hindus heiligen Stadt Prayagraj (in Sanskrit Prayag), nach anderen Quellen in Ayodhya, soll Rama ihn im Traum damit beauftragt haben, das Epos Ramayana in einer Sprache zu schreiben, die das Volk verstehen könne. Auch andere Personen des Mythenkreises (so etwa Ramas Bruder Lakshmana und sein treuer Diener Hanuman) sollen ihm erschienen sein. In Ayodhya entzweite er sich jedoch als Smarta-Vaishnava wegen der Speisegewohnheiten mit den anderen Brahmanen und zog weiter.
Seine Pilgerreisen führten ihn nach Vrindavan, den Hauptort des Krishnakultes, nach Rameshvaram im Süden und nach Chitrakut, dem Verbannungsort Ramas südlich von Prayagraj. Wohin er kam, setzte sich Tulsidas für die Aufhebung enger Kastenschranken und für religiöse Toleranz zwischen den Anhängern der verschiedenen hinduistischen Glaubensrichtungen sowie zwischen Hindus und Moslems ein.
Als Mittler zwischen dem vertriebenen Hindufürsten Pratap Singh von Mewar und seinem Gegner, dem gleichfalls hinduistischen Rajputenherrscher Man Singh I. von Amber, dem Oberkommandierenden der muslimischen Mogulstreitkräfte, soll Tulsidas eingegriffen und den Frieden wiederhergestellt haben.

### Das Hauptwerk Ramacaritmanas

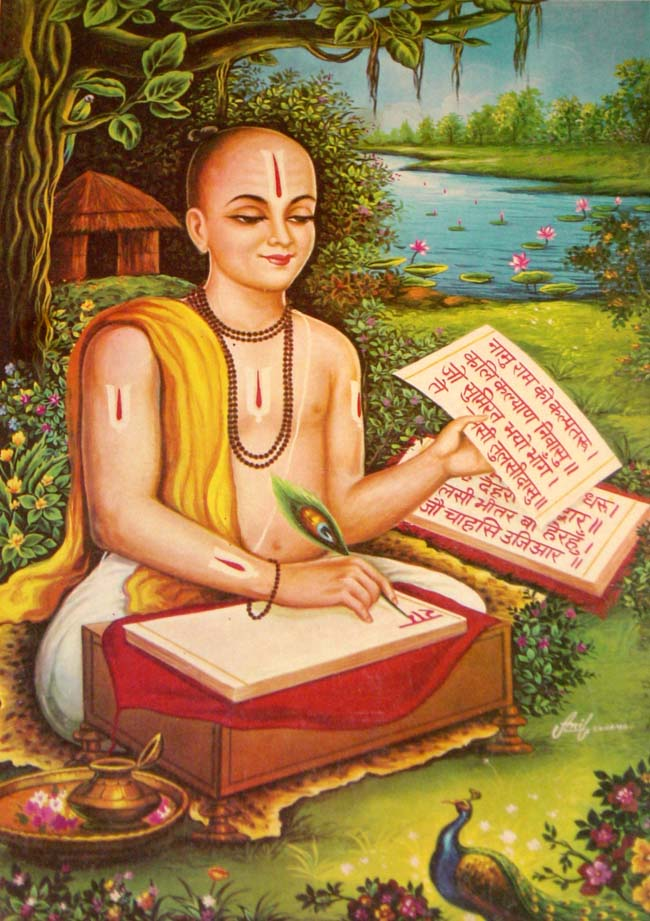
Tulsidas beim Verfassen des Ramacaritmanas. Populäre Darstellung aus den 1940er Jahren.

In späteren Jahren lebte Tulsidas in Varanasi/Benares, wo er 1574–1576/77 sein Hauptwerk, das Ramacaritmanas (auch Ramcharitmanasa, „See der Taten des Gottes Rama“) aus dem Sanskrit in die Volkssprache Hindi übersetzte, dabei jedoch auch stark bearbeitete und uminterpretierte. Sein Buch gilt als Meisterwerk der mittelalterlichen Hindi-Literatur mit bedeutendem Einfluss auf die Hindukultur Nordindiens.
Da bis dahin die legendäre Lebensgeschichte des Helden und Hindu-Gottes Rama, einer Inkarnation Vishnus, nur in der Gelehrten- und Priestersprache Sanskrit vorgetragen wurde, erreichte seine Fassung große Verbreitung und drängte den bis dahin vorherrschenden Krishnakult in den Hintergrund, was zunächst zu Spannungen mit dessen Anhängern führte.
Das ursprüngliche Sanskritepos, das Ramayana des mythischen Autors Valmiki, schildert die Schicksale des Prinzen Rama, der durch Intrigen um seinen Thron gebracht wird und mit seiner treuen Frau Sita und seinem Bruder Lakshmana in die Verbannung gerät. Dort wird Sita vom Dämonenkönig Ravana entführt und erst nach langen Kämpfen und mit Hilfe der Affenarmee des Hanuman wieder befreit. Da der Gatte sie jedoch der Untreue bezichtigt, unterzieht sich Sita einem Gottesurteil, das ihre Unschuld an den Tag bringt, und wird von der Erde, ihrer Mutter, wieder aufgenommen.
Tulsidas weicht von der Originalversion des Sanskrit inhaltlich ab: Seine Version vergöttlicht den ursprünglich als Prinzen dargestellten Rama: Aus dem Fürstensohn wird ein Avatar (Erscheinung, Fleischwerdung, Herabkunft) des Gottes Vishnu, dessen Verehrung und Liebe Tulsidas als Gnadenmittel zur Erlösung predigt. Anstößige Stellen wie etwa die Verführungsversuche des Dämonenkönigs Ravana werden getilgt. Die Reimform und der ständige Wechsel der Metren, die Hymnen sowie theologischen Einschübe verleihen dem Werk ein anderes Gepräge. Die kunstvoll komponierten poetischen Stimmungen unterscheiden sein Werk zusätzlich von dem seiner Vorgänger.
Die Verkündigung eines „vishnuitischen Monotheismus“ und die Erlösung durch fromme Gottesliebe stehen in der Tradition der Philosophen Ramanuja, Madhva, Vallabha und Chaitanya, die jedoch noch einen Schritt weiter gingen, indem sie eigene Sekten gründeten. Tulsidas’ Version zeichnet sich durch die Darstellung eines persönlichen Gottes aus, dem sich der Gläubige in Liebe zuwenden kann, ebenso durch die Darstellung vorbildhafter Charaktere: Rama repräsentiert den idealen Herrscher und Ehemann, Sita die vorbildliche Frau und Gattin, Lakshmana das Abbild des treuen Bruders.
Tulsidas griff in seiner Bearbeitung dabei nicht auf das Sanskritepos des Valmiki selbst zurück, sondern auf eine mittelalterliche Bearbeitung, Adhyaatma Ramayana, die bereits versucht hatte, den bestehenden Ramakult und das theologisch-philosophische System des Advaita in Einklang zu bringen. Auch der Einfluss des Bhagavatapurana, der Hauptschrift des Krishnakults, ist spürbar.
In der Rahmenhandlung, die in traditioneller Weise einen Gott zum Erzähler hat, bindet Tulsidas auch die Shivaiten in seine Vishnu-Verehrung ein: Er lässt die Geschichte des Gottes Rama nämlich vom Gott Shiva seiner Gattin Parvati erzählen. Wie ein See sei das Epos in seinem Innern verborgen gewesen – daher der Titel –, ähnlich dem Manasarovar, dem heiligen See in der Nähe von Shivas Sitz, dem Berg Kailash. Erst durch Parvatis Nachfrage nach dem wahren Wesen Ramas trete nun dieser See zum Wohl der Menschen aus, so wie die vier Flüsse Ganges, Brahmaputra, Sutlej und Ghaghara vom Kailas aus ihren Ursprung nehmen.
Viele Hindus sehen in Tulsidas eine Inkarnation des Sanskrit-Autors Valmiki. Um ihm auch in Gelehrtenkreisen Reputation zu verschaffen, wurde sein Werk sogar ins Sanskrit rückübersetzt.

### Sonstige Werke, Überlieferung
Tulsidas werden mit einiger Sicherheit zwölf Werke zugeschrieben, vor allem kürzere poetische Abhandlungen über Gottheiten, so Krsna gitavali, eine Reihe von 61 Liedern zu Ehren Krishnas, Vinaya Patrika („Bescheidener Brief, demütige Bittschrift“), eine Sammlung von Andachtsliedern in 279 Versen zu Ehren der Götter, besonders Rama und Sita und der heiligen Stätten sowie Kavitavali, Erzählungen aus dem Leben Ramas. Vinaya Patrika gilt als eines der berühmtesten indischen Psalmenbücher.
Es existieren eine Reihe früher Manuskripte, meist fragmentarisch, von denen eines von seiner Hand stammen soll. Die älteste vollständig erhaltene Handschrift stammt aus dem Jahr 1647; sie besteht aus sieben Strophen unterschiedlicher Länge und ist auf Avadhi, verfasst, dem Tulsidas damit Literaturstatus verlieh.

### Bhakti und Mystik, politische Wirkung
Tulsidas’ Bhakti-Frömmigkeit („Hingabe, Liebe“) und ihre Betonung der Gnade bildet das Gegenstück zur Werkgerechtigkeit der orthodoxen Hindulehre mit ihrem Schwerpunkt auf Opfern, Gebeten und guten Werken. Albert Schweitzer zählte daher Tulsidas wie Luther zu den großen Reformatoren.
Seine Wirkungszeit fiel darüber hinaus in die Regierung des Moghulherrschers Akbar I., der sich als sunnitischer Muslim im Reichsinteresse um eine Weltanschauung jenseits der in Indien etablierten Religionen (Hinduismus, Islam, Jainismus, Parsentum, Christentum) bemühte und sogar deren Verschmelzung anstrebte. Dabei rivalisierten nicht nur Muslime mit Hindus, sondern innerhalb des Hinduglaubens Shivaiten mit Vishnuiten, bei letzteren wiederum die Krishna- mit den Ramaverehrern. Es bot sich also an, Tulsidas integrative Mystik, die die anderen Glaubensrichtungen respektierte, als Ausgangspunkt eines Dialoges zu nutzen, den Akbar auch mit den indischen Musikern aufnahm (vgl. Tansen)
Gegenüber dem in Indien in dieser Zeit kaum noch vorhandenen, als ketzerisch empfundenen und als Atheismus verrufenen Buddhismus hat Tulsidas – seinen schriftlichen Äußerungen zufolge – große Abneigung empfunden. Im Ramacaritmanas (Buch 1, Chaupai 6) vergleicht er den Ganges und die heilige Stadt Varanasi mit dem hellen Tag, mit Lust und dem Himmel, während der Fluss Karamnasa in Bihar und die Stadt Magadha – beide im Geburtsgebiet Buddhas – mit Nacht, Leid und Hölle assoziiert werden.

### Nachwirkung
Obwohl Tulsidas sich in der liebenden Verehrung des Vishnu-Avatars Rama als dessen besonderer Anhänger zu erkennen gibt, blieb er als Smarta-Vishnuit den allgemeinen Überzeugungen und Bräuchen des Hinduismus verbunden und wurde daher nicht zum Gründer einer eigenen Sekte. Seine philosophischen Überzeugungen vereinten die monistische Advaita-Philosophie mit dem Polytheismus der Hindu-Mythologie, was den Erfolg seiner umfassenden, eklektizistischen Sicht erklärt. Von der Höherrangigkeit der Brahmanen war er fest überzeugt, ja er trat sogar für die „Unterdrückung“ der Frauen ein, was ihn vor allem für konservative Hindus akzeptabel machte.
In seinem Sterbehaus am Tulsi-Ghat von Varanasi werden noch einige Reliquien aufbewahrt, unter anderem seine Holzschuhe, sein Kissen und eine kleine Statue Hanumans, den er besonders verehrte.

### Legenden
- Tulsidas soll bei der Geburt bereits alle 32 Zähne besessen haben.[16]
- Um in der Nähe seiner geliebten Frau zu sein, überquerte er trotz reißendem Hochwasser und sintflutartigen Regenfällen den Ganges – auf einer treibenden Leiche. Am Haus der Geliebten angekommen, gelang es ihm, sich an einem Seil hochzuziehen – an einer Schlange.
- Als ihm als Vishnuiten das Betreten des Shivatempels von Rameshvaram verweigert wurde, soll Shiva selbst ihm erschienen und ihm die Heimkehr nach Varanasi befohlen haben.
- Ein Versuch, Tulsidas zu bestehlen, misslang, da Rama und Lakshmana selbst sein Haus bewachten.
- Eines Tages baten die shivaitischen Brahmanen des Vishveshvara-Tempels[17] in feindseliger Absicht den Vishnuiten Tulsidas, sein Ramacaritmanas für ein Gottesurteil zur Verfügung zu stellen. Das Werk wurde vor dem Lingam, dem Symbol Shivas, in einem Stapel zu anderen heiligen Schriften gelegt und der Schrein verschlossen; am nächsten Morgen stellte man fest, dass sein Buch obenauf lag: Shiva selbst hatte Tulsidas gerechtfertigt.
- Der Mogulkaiser Akbar I. soll Tulsidas eingekerkert haben, als der sich weigerte, ein Wunder zu tun; Gott Rama habe ihn aber aus dem Gefängnis befreit.

## Werkausgaben
- Tulsi-granthavali. Hg.v.R.C.Sukla u. a. 4 Bde. Nagaripracarini Sabha, Varanasi 1973–1977.
- Tulasidasa. Complete Works. Translated into English by Satya Prakash Bahadur. 2 Bde., Prachya Prakashan, Varanasi 1978–1979.
- Goswami Tulsidas’ Vinai-patrika. Original Text with Complete English Translation and Brief Commentaries. Compiled and Translated by Ajai Kumar Chhawchharia. Abhishek Prakashan, Delhi 2006. – In Awadhi und Englisch.
- Tulasidasa: The Holy Lake of the Acts of Rama. Hg.v. W[illiam] Douglas P. Hill. Oxford University Press, London 1952. – Prosafassung mit nützlicher Einleitung.
- Tulasidasa: Ramcaritmanas. Ein indisches Gedicht vom Erdenwandel Gottes. Ausgewählt, aus dem Avadhi übertragen, mit einer Einleitung u. Erklärungen hg.v. Peter Gaeffke. Reclam, Stuttgart 1975.
- Tulsi Das: The petition to Ram. Hindi devotional Hymns of the Seventeenth Century. A Translation of Vinaya-patrika with Introduction, Notes and Glossary by F.R. Allchin.
- Tulsidas: Gebete eines Hindu. Hg.u.übs. von Hubert Hänggi. Diederichs, München 2010. – Eine Auswahl von 100 der 279 Gedichte des Vinaya Patrika.